# Ukon (poeta)
Ukon (右近; fl. X secolo) è stata una poeta giapponese waka del medio periodo Heian.
Suo padre era Fujiwara no Suenawa, Capitano Minore della Divisione Destra delle Guardie del Palazzo Interno (Ukone no shosho). È stata inserita nel Nyōbō Sanjūrokkasen.

## Biografia

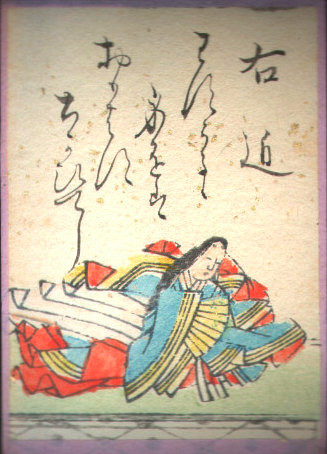
Ukon, dallOgura Hyakunin Isshu.

Era una dama di compagnia di Fujiwara no Onshi, consorte dell'imperatore Daigo.
Apparteneva al clan Fujiwara.
È stata attiva come importante poeta per 30 anni. Nel 933 compose la poesia per la celebrazione della maturità della principessa Koshi. Nel 960 e nel 962 partecipò a concorsi di poesia di corte. Nel 966 partecipò ad un concorso di poesia tenutosi presso il giardino di corte. Scambiò poesie con il principe Motoyoshi, Fujiwara no Atsutada, Fujiwara no Morosuke, Fujiwara no Morouji, Fujiwara no Asatada e Minamoto no Shitagō.

## Poesia
Le sue poesie sono incluse in molte antologie tra cui Hyakunin Isshu, Gosen Wakashū.
- Poesia inclusa nell'Hyakunin Isshu

(Shūi Wakashū, Amore 4 N° 870 (Hyakunin isshu, 38))
Si suppone che Lady Ukon sia stata abbandonata da suo marito, e in questo poema si rammarica, non tanto del proprio dolore, quanto del fatto che abbia infranto il suo giuramento, ed è quindi in pericolo di vendetta divina.